# Kazabazua
Pour les articles homonymes, voir Kazabazua (homonymie).
Kazabazua est une municipalité du Québec située dans la MRC de La Vallée-de-la-Gatineau dans l'Outaouais.

## Géographie
La rivière Kazabazua qui coule vers l'est passe au sud du village de Kazabazua. Cette rivière se déverser sur la rive ouest d'une baie de la rivière Gatineau, qui s'avance en zigzaguant vers l'ouest sur 4,4 km.

## Toponymie

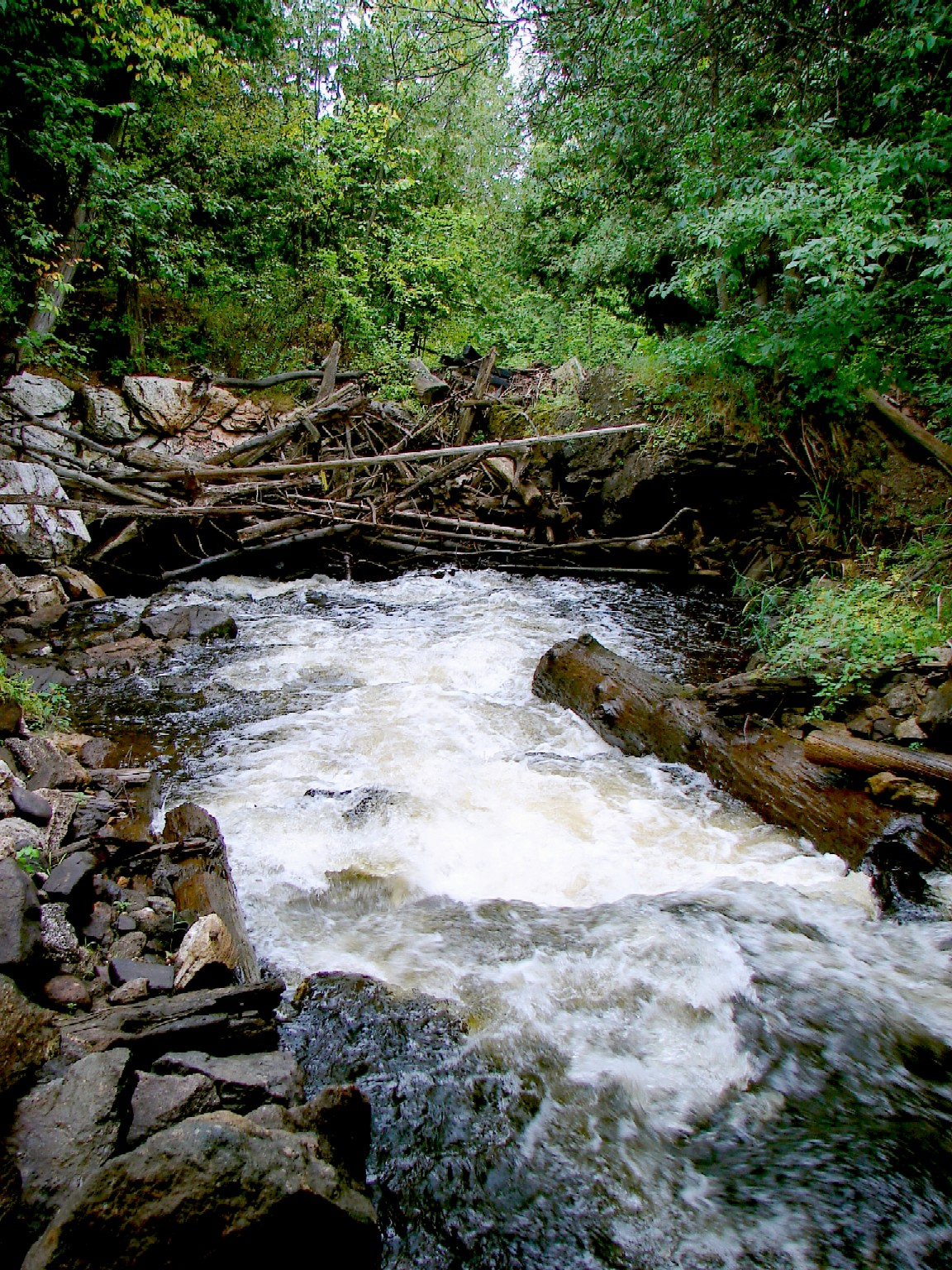
La rivière Kazabazua.

Son nom est tiré de celui de la rivière qui la traverse, mot algonquin kachibadjiwan, de kach, « caché » et djiwan, « courant ».

## Démographie
| 1991 | 1996 | 2001 | 2006 | 2011 | 2016 | 2021  |
| ---- | ---- | ---- | ---- | ---- | ---- | ----- |
| 636  | 759  | 786  | 839  | 847  | 945  | 1 037 |

## Administration
Les élections municipales se font en bloc pour le maire et les six conseillers.
| Kazabazua Maires depuis 2001                                                                                         |                 |         |          |
| Élection | Maire           | Qualité | Résultat |
| 2001 | Florian Clément |         | Voir     |
| 2005 | Adrien Noël     |         | Voir     |
| 2009 | Ota Hora        |         | Voir     |
| 2013 | Ota Hora        | Voir    |          |
| 2017 | Robert Bergeron |         | Voir     |
| 2021 | Robert Bergeron | Voir    |          |
| Élection partielle en italique Depuis 2005, les élections sont simultanées dans toutes les municipalités québécoises |                 |         |          |